# Alpha (New Jersey)
Pour les articles homonymes, voir Alpha (homonymie).
Alpha est un borough situé dans le comté de Warren, dans l'État du New Jersey, aux États-Unis.